# 四海兄弟：故鄉
《四海兄弟：故鄉》是一款于2025年8月8日登陸PlayStation 5、Microsoft Windows和Xbox Series X/S的动作冒险游戏以及第三人称線性遊戲。该游戏因而与《黑手党：失落天堂》和《黑手党II》更像，而《黑手党III》更注重开放世界。《四海兄弟：故鄉》由Hangar 13开发、 2K Games发行。《四海兄弟：故鄉》的遊戲引擎采用的是虚幻引擎5。
《四海兄弟：故鄉》是《黑手党：失落天堂》的前传，也是「四海兄弟系列」的第四部主要作品。游戏的背景设定在20世纪西西里岛的一個小镇，主要讲述西西里黑手黨的起源。该小镇之前曾出现在黑手党II中。
《四海兄弟：故鄉》有英语、法语、德语、西班牙语、捷克语、俄语、西西里语的完整配音，但没有意大利语配音。
| 汇总媒体             | 得分        |
| -------------------- | ----------- |
| Metacritic           | Win: 76/100 |
| OpenCritic（推荐率） | 71%推薦     |

| 媒体          | 得分 |
| ------------- | ---- |
| Game Informer | 6/10 |
| GameSpot      | 6/10 |
| IGN           | 8/10 |
| PCGamesN      | 8/10 |